# 松鶴站 (咸鏡北道)
松鶴站（韓語：송학역）是朝鮮民主主義人民共和國咸镜北道恩德郡松鶴里的一個鐵路車站，属于咸北线和春斗线。

## 邻近车站
咸北线
新阿山站 - 松鶴站 - 鶴松站
春斗线
松鶴站 - 春斗站